# Homero Machado Coelho
Homero Machado Coelho foi um político brasileiro do estado de Minas Gerais. Foi deputado estadual em Minas Gerais, durante o período de 1955 a 1959 (3ªlegislatura), pelo PDC. 